# Поздняковская культура
Поздняковская культура — археологическая культура позднего бронзового века, распространённая с 1750 по 1250 годы до нашей эры в верхнем и частично среднем правобережном Поволжье (включая бассейн рек Оки и Клязьмы). Первые носители культуры пришли на север из лесостепей Верхнего Подонья (срубная культура) и ассимилировали местное население лесной полосы.

## История изучения
Первые поселения были обнаружены в 1881 году графом А. С. Уваровым возле села Поздняково в Муромском уезде. В качестве самостоятельной культуры выделена в 1927 году Б. С. Жуковым и О. Н. Бадером (по терминологии Б. А. Куфтина — подборновская культура). Вместе с тем М. Е. Фосс и некоторые другие археологи возражали против выделения отдельной культуры, считая памятники поздняковского/подборновского типа наиболее северным вариантом срубной культуры. На территории Рязанской области поздняковскую культуру в конце XX века исследовал археолог В. П. Челяпов.

## Характеристики

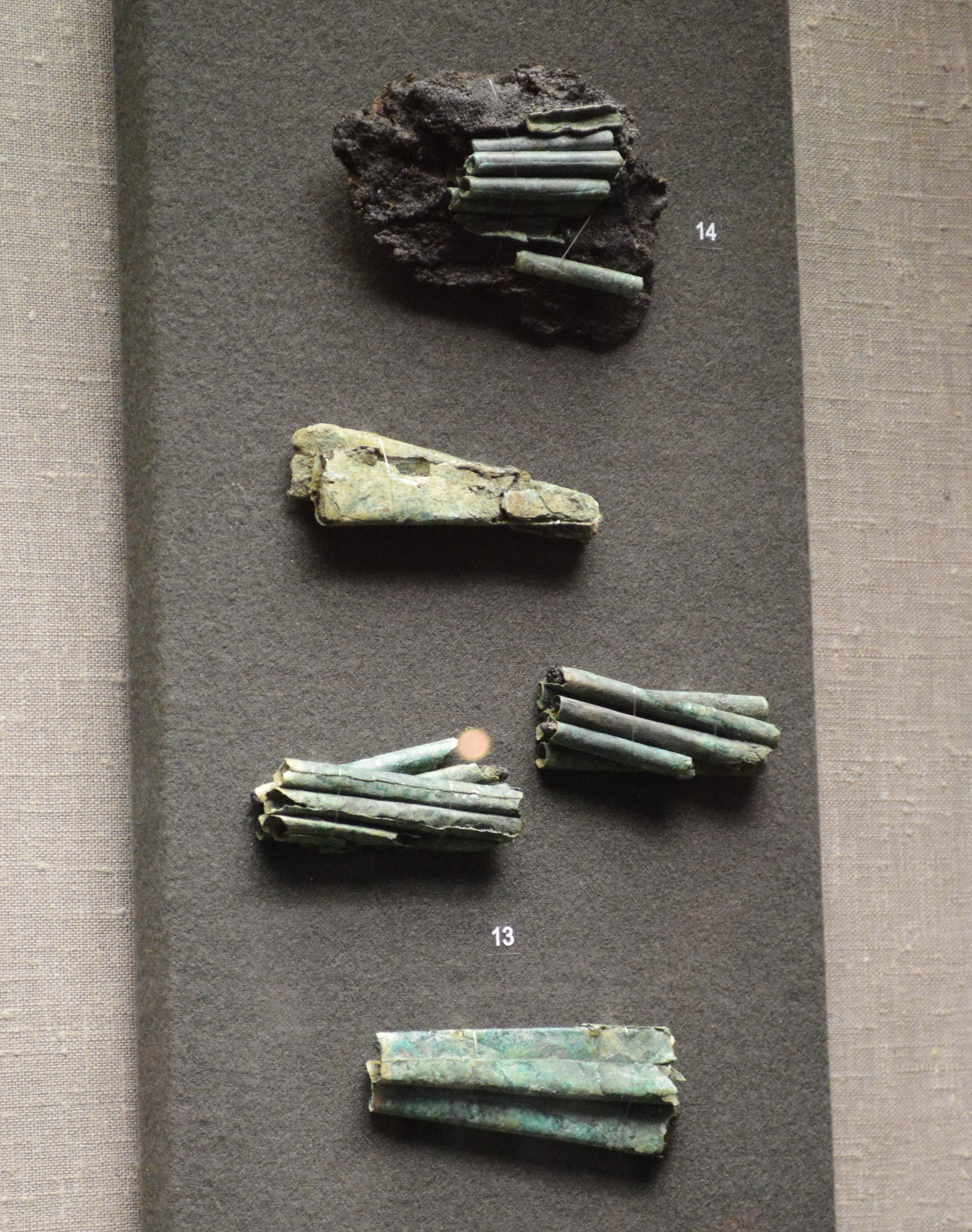
Пронизки из могильника Берёзовый Рог

Поздняковская культура представлена небольшими родовыми поселениями на речных террасах и расположенными на территории (либо в непосредственной близости от) поселений курганными группами (на раннем этапе развития) и грунтовыми могильниками (на поздних). Дома размером от 9х6 до 18×12 м с плетеными стенами, двускатной крышей и несколькими очагами немного углублены в землю; погребения — скорченное трупоположение, у могил найдены следы ритуальных кострищ. Останки людей демонстрируют европеоидность с чертами лапоноидности.
В бронзолитейных мастерских выявлены останки литейных форм; при этом собственных месторождений меди у поздняковцев не было: её привозили в слитках с южного Приуралья. В более богатых погребениях найдены разнообразные бронзовые артефакты: топоры, ножи, кинжалы, наконечники копий, серпы, височные кольца, бляхи, браслеты, кольца (в том числе весьма редкие украшения с использованием привозной, кавказской сурьмы). Из Борисоглебского кургана происходит золотое височное кольцо — единственное золотое изделие, найденное в лесной полосе Центральной России в слоях, предшествующих великому переселению народов (IV век).
Несмотря на перечисленный металлический инвентарь, орудия в основном кремнёвые. Посуда плоскодонная, с орнаментом, для которого свойственны жемчужные и верёвочные отпечатки. Засеченский могильник (с захоронением литейщика) сохранил уникальные для лесной полосы бронзового века останки шерстяной ткани, окрашенной мареной. Основными занятиями населения считаются скотоводство и выплавка бронзы, подсобными — охота и рыболовство. Серпы и зернотёрки, в прошлом интерпретировавшиеся как свидетельства наличия земледелия, в настоящее время таковыми не считаются: животноводы, не знавшие кос, такими серпами заготавливали на зиму сено.

## Судьба и влияние
Считается, что поздняковские племена смешались с (наступавшими с северо-востока) носителями культуры сетчатой керамики и были ассимилированы последними; впоследствии на основе этого синтеза сформировалась, в частности, городецкая культура. Часть поздняковцев, вероятно, сместилась на юго-запад, где приняла участие в образовании бондарихинской культуры.